# Eleanor von Erdberg

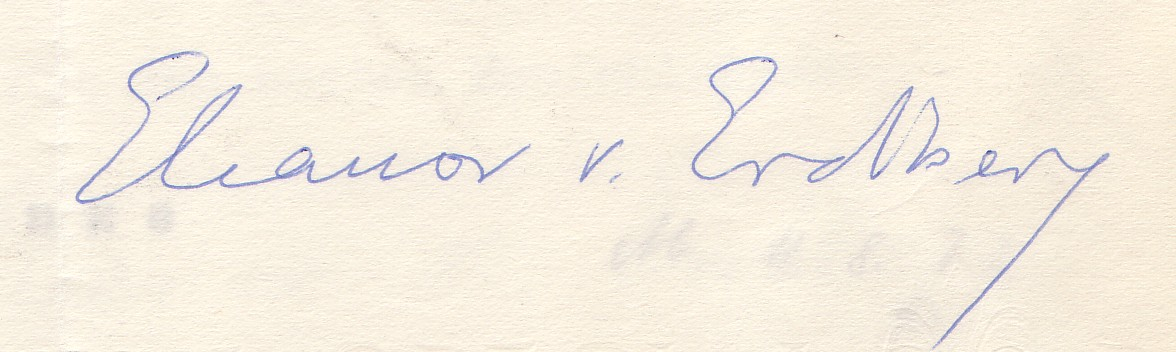
Unterschrift

Eleanor von Erdberg (* 23. November 1907 in Berlin; † 18. November 2002 in Aachen-Laurensberg) war eine deutsche Kunsthistorikerin. Sie spezialisierte sich auf ostasiatische Kunst, Architektur und chinesische Archäologie.

## Leben
Eleanor von Erdberg war die Tochter von Robert von Erdberg (1866–1929), dem „Vater des Freien Volksbildungswesens“ in Deutschland, und der amerikanischen Violinistin Amy Wesselhoeft. Eleanor von Erdberg-Consten war seit 1936 in erster Ehe mit dem Mongoleiforscher Hermann Consten (1878–1957) verheiratet, in zweiter Ehe seit 1961 mit ihrem amerikanischen Vetter, dem Forschungsingenieur Robert von Erdberg († 1989).
Nach einem Studium der Kunstgeschichte, Klassischen Archäologie und Sinologie in Bonn, Berlin und Wien, das sie 1931 mit der Promotion bei Paul Clemen in Bonn abschloss, arbeitete sie am Oriental Department des Fogg Art Museum der Harvard University, wo sie die englischsprachige Veröffentlichung ihrer Dissertation (Chinese influence on European garden structures) vorbereitete. Sie ging für zwei Jahre als Research Fellow nach Japan, bevor sie 1936 nach Peking zog. Von 1936 bis 1950 lebte und arbeitete sie in China.
Seit 1951 lehrte und forschte die 1955 habilitierte und 1961 zur Professorin ernannte Kunsthistorikerin an der Technischen Hochschule Aachen. Neben ihrer Einbindung in das Architekturstudium in Aachen lehrte sie zudem an den Kunsthistorischen Instituten der Universität Köln (1965–1968) und der Universität Bonn (1968–1976). „Heute führen die Schriften Eleanor von Erdberg-Constens einmal mehr vor Augen, wie breit und vielschichtig das Forschungsspektrum früher Kunsthistoriker*innen sein und einen Teil dessen berühren konnte, was inzwischen als transkulturell oder transhistorisch bezeichnet würde“ (2021).

## Veröffentlichungen (Auswahl)
- Chinese influence on European garden structures (= Harvard Landscape Architecture 1). Harvard University Press, Cambridge, Mass. 1936.
- Kunst und Religion in Indien, China und Japan. Westdeutscher Verlag, Köln / Opladen 1965.
- Chinesische Architektur und Japanische Architektur. In: Propyläen Kunstgeschichte, Bd. 17, Berlin 1968, S. 209–221 und S. 231–244.
- Chinese Bronzes from the Collection of Chester Dale and Dolly Carter (= Artibus Asiae, Supplement 35). Ascona 1978.
- Ancient Chinese Bronzes – Terminology and Iconology. Siebenberg-Verlag, Bad Wildungen 1993, ISBN 3-87747-063-7 (Nachdrucke von Aufsätzen zu Problemen der chinesischen Archäologie und Forschungsarbeiten zur Bedeutung der frühchinesischen Bronzen für Magie und Religion aus den Jahren 1951 bis 1988).
- Der strapazierte Schutzengel. Erinnerungen aus drei Welten. Siebenberg-Verlag, Waldeck 1994, ISBN 3-87747-065-3 (Lebenserinnerungen).
- Zur Kunst Ostasiens. Schriften und Vorträge. Siebenberg-Verlag, Waldeck 1998, ISBN 3-87747-064-5.